# Nacozari de García
Nacozari de García (de la lengua ópata: abundancia de nopales) es una ciudad del estado mexicano de Sonora situada en la zona noreste del estado. Área caracterizada como Gran Potenciador y Centro Minero; en su centro está la Plaza Jesús García Corona, con un kiosco tradicional. Frente a la plaza están el Palacio Municipal y el Centro Cultural “Casa Grande” de estilo neoclásico; la ciudad también es conocida por ser el lugar de la gesta heroica de Jesús García Corona, "El héroe de Nacozari"

## Historia
Lo que hoy es la ciudad de Nacozari, empezó a operar en el año de 1660 al descubrirse las minas cercanas a la población. Los primer europeos en llegar a la zona fueron los misioneros Marcos del Ríos y Gilles de Fiodermon, (quien se cambió de nombre a Egidio Montefrío) y éste  último  se le atribuye la fundación del pueblo que hoy se conoce como "Nacozari" y fue el misionero jesuita originario del Principado de Lieja (actual Bélgica), quien fundó el real de minas de Nuestra Señora del Rosario de Nacozari con su correspondiente parroquia, quien ya en 1646 menciona: 
"En 1646 estaba en Guásabas y en el real de Minas de Nacozari".
La riqueza de las minas atrajo a numerosa población, sobre todo en el siglo XIX a partir de 1867, cuando se descubrieron en que las minas fueron adquiridas un explorador estadounidense de apellido Freaner, quien traspasó las propiedades a varias empresas, hasta que fueron adquiridas por la Moctezuma Copper Company, subsidiaria de Phelps Dodge, con ello muchos trabajadores e ingenieros estadounidenses se establecieron en Nacozari, construyendo casas estilo estadounidense y otras instalaciones como bibliotecas y hospitales, entre ellos el empresario e ingeniero minero canadiense James W. Douglas, quien al descubrirse el potencial minero de la mina de "Pilares" adquirió propiedades mineras e impulsó un nuevo desarrollo de la población. A él se le atribuye el crecimiento económico e industrial y urbano a inicios del siglo XX.  
El principal mineral explotado fue el cobre que era transportado por una vía de vagones empujados por mulas hasta que en 1904 fue terminado el ferrocarril de vía ancha que unió Nacozari con Agua Prieta y Douglas, Arizona. La abundancia de mineral convirtió a Nacozari en una de las principales poblaciones del noreste de Sonora, permaneciendo en actividad la mayoría de las minas hasta que en 1948 varias fueron cerradas al ser agotadas.
En 1968 fue descubierta la Mina "La Caridad" a unas 20 millas al sureste de Nacozari, con ello, la compañía estatal mexicana de minería, Mexicana de Cobre, inició el desarrollo de dicha mina y de algunas más en las cercanías de la población lo cual volvió a detonar la actividad económica y por tanto el incremento poblacional. La Caridad es considerada la tercera mina de cobre más grande del mundo.
El 15 de octubre de 1912, mediante la ley número 76, Nacozari de García fue convertido en cabecera municipal del nuevo municipio de Nacozari de García pues hasta ese momento era parte del municipio de Cumpas.
Cronología de acontecimientos históricos. 
El escudo oficial del municipio resume en su diseño la historia y los elementos de mayor importancia en la historia de este lugar. 

### Explosión del 7 de noviembre de 1907

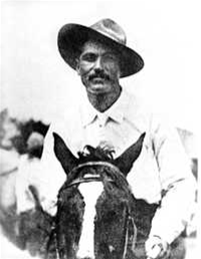

El hecho que dio a conocer a Nacozari a nivel nacional y mundial fue el accidente que ocurrió en la población el 7 de noviembre de 1907 cuando un ferrocarril cargado con dinamita para las excavaciones mineras se incendió a causa de las chispas que por error despedía la caldera de la locomotora. Ante ello, el ferrocarril que estaba detenido en la estación de la población, de explotar devastaría los alrededores causando muertes entre la población civil, por ello, el maquinista, Jesús García Corona, de 25 años de edad, decidió tratar de sacar el convoy a un lugar abierto donde no causara daño. La mayoría de los operadores del tren saltaron y lograron salvarse, no así Jesús García, que continuó al frente de la locomotora hasta que finalmente explotaron los vagones de dinamita aproximadamente a la altura del kilómetro 6. La fuerza expansiva de la explosión devastó la zona matando a un total de 13 personas, entre ellas a Jesús García quien murió de forma instantánea, sin embargo podrían haber muerto miles de haber explotado en la ciudad. Ante ello Jesús García fue considerado un héroe, denominado desde entonces como "El héroe de Nacozari", muchas calles, escuelas, plazas y monumentos en todo México llevan su nombre, y el 7 de noviembre es festejado el Día del ferrocarrilero. 
En 1909, en honor al joven Jesús García, el Congreso del Estado modificó el nombre de la población a: Nacozari de García.

### Minas de la Región
Entre 1660, se descubrieron las primeras minas en la región de Nacozari de García; La primera mina en establecerse fue: "Nuestra Señora del Rosario de Nacozari" desde 1700 hasta 1742, primer período en el que se trabajó en el aspecto económico de la Minería, ya que 1742 se abandonó su explotación. Más de medio siglo después, en 1822, Nacozari volvió a despertar como una Gran Zona de Influencia para las Compañías Mineras del extranjero y Estados Unidos; Temporada en la que la Población viviría sus "Años de Oro", ya que a Nivel Nacional era una de las primeras ciudades en contar con energía eléctrica, agua potable, alcantarillados, líneas férreas y urbanización, en 1867 se compró la zona Minera por una compañía Norteamericana; en 1896 se descubrió el Auge Minero en Placeritos de Nacozari y depósitos cupríferos en Pilares; Se suspendieron los trabajos de la Moctezuma Cooper Company en 1949. En 1974 se inició con los trabajos de la mina La Caridad por Mexicana de Cobre, en la instalación de infraestructura, comenzando con la explotación a cielo abierto en 1980 hasta la actualidad por la empresa Mexicana de Minería "Grupo México".

## Cultura

### Personajes notables

##### James W. Douglas
El origen minero de Nacozari, es debido al canadiense, minero y humanista James W. Douglas. Mucha de la historia y desarrollo del poblado es debido al Sr. Douglas, que trabajó en la zona, por lo que se le reconoce etiquetando con su nombre al Auditorio municipal.  

##### Silvestre Rodríguez[10]
Fue un músico y compositor que vivió en Nacozari de García, Sonora, no era oriundo de Sonora, pero vivió y se desarrolló en Sonora, por lo que su música es netamente sonorense, con el sello sonorense y compuesta en la entidad. En 1895 vino a Sonora radicándose en Guaymas, en donde a los nueve días de su arribo fue contratado por Ambrosio Venegas para realizar una gira por el sur del Estado de Sonora. Actualmente en la Ciudad Minera, se encuentra una Casa Museo en donde vivió Silvestre Rodríguez, misma que cuenta con cientos de visitantes al año y como punto de interés para universitarios, artistas e historiadores.

##### María de Loreto Durazo de Moreno
Comerciante, afiliada a la Unión de Cananea, empuñó las armas en la Revolución Mexicana. Cristera, que defendió a la iglesia contra las acciones del Gobierno. Sus acciones y su figura fueron la inspiración del maestro Silvestre Rodríguez para componer La Pilareña.

##### Eduardo C. Gulliver
Violinista y compositor sinaloense, radicado primeramente en Cananea y después en Nacozari. Contemporáneo de Silvestre Rodríguez y maestro de Manuel S. Acuña. 

##### Manuel S. Acuña
El Compositor que vivió en Nacozari, oriundo de Cumpas. Fue arreglista musical y llegó a director de orquesta. Después tuvo su propia orquesta, con la cual grabó innumerables piezas musicales. Emigró a los Ángeles Ca. donde desarrollo fuertemente su carrera musical. Fue alumno de Eduardo C. Gulliver.

##### Jesús García
Reconocido como el Héroe de Nacozari a nivel nacional.

##### Benjamín Cananea Reyes.
A pesar de su apodo, Benjamín "Cananea" Reyes, fue nacido en la mina de Churunibabi en el municipio de Nacozari en unos cuantos kilómetros al norte del poblado.

### Edificios Históricos
- Palacio Municipal (Construcción Neoclásica)[14]
- Auditorio Municipal "James Douglas"
- Centro Cultural "Casa Grande"[15]
- Oficinas del Sistema de Desarrollo Integral de la Familia (DIF Municipal)
- Templo parroquial del Sagrado Corazón de Jesús[16]
- Hotel Nacozari

### Museos y monumentos
- Centro Cultural Casa Grande
- Casa Museo Silvestre Rodríguez"
- Máquina 501
- Monumento a Jesús García Corona[17]
- Fuente de las sonrisas[18]
- Monumento a Silvestre Rodríguez
- Monumento a la minería (entrada sur)
- Monumento al minero (entrada norte)
- Monumento a Luis Donaldo Colosio
- Monumento en el sitio de la explosión (kilómetro 6)

### Eventos
- 7 de noviembre: Conmemoración anual de la gesta heroica del héroe Jesús García Corona
- 31 de marzo: Festival artístico y cultural en honor al compositor Silvestre Rodríguez

## Política y gobierno
Al igual que el resto de los municipios en México, Nacozari de García es gobernado por un presidente municipal y un cuerpo de regidores que ejercen el poder durante tres años consecutivos con la posibilidad de reelección inmediata.
El primer presidente municipal provisional fue el Sr. José S. Romero nombrado por Plutarco Elías Calles por instrucciones del gobernador José María Maytorena en diciembre de 1912.
Las elecciones para elegir al primer ayuntamiento se celebraron el 19 de enero de 1913, donde resultó electo el señor Ramón Gil Samaniego.

### Presidente Municipal
- 1922 - 1923 Manuel S. Molina
- 1923 - 1924 Martín C. Corral
- 1924 - 1925 Alfredo P. Martínez
- 1925 - 1926 Francisco Cárdenas
- 1926 - 1927 Jesús D. Molina
- 1927 - 1928 Trinidad Durán
- 1928 - 1929 Eleazar S. Romero
- 1929 - 1931 Francisco M. Peraza
- 1931 - 1932 Francisco Ibáñez
- 1932 - 1933 Pedro G. Alcantar
- 1933 - 1935 Jesús S. Arvizu
- 1935 - 1937 Porfirio Valencia
- 1937 - 1939 Eliseo Navarro Valenzuela
- 1939 - 1941 Jesús S. Prado
- 1941 - 1943 Felizardo Cázares
- 1943 - 1946 Francisco M. Galindo
- 1946 - 1949 Leobigildo Reyes
- 1949 - 1952 Aurelio Gallegos
- 1952 - 1955 Mariano Ruiz Jr.
- 1955 - 1958 Edmundo Parra Montaño
- 1958 - 1961 Jesús Félix Bernal
- 1961 - 1964 Eliseo Navarro Valenzuela
- 1964 - 1967 Antonio García Cázares
- 1967 - 1970 José Ernesto Ortiz Terán
- 1970 - 1973 Ernesto Zacarías Peraza Munguía
- 1973 - 1976 Pablo Ernesto Romo Saldate
- 1976 - 1979 Roberto Pierce Sáenz
- 1979 - 1982 Francisco Javier Aldana Montaño
- 1982 - 1984 Víctor Manuel Ortiz Quintero
- 1984 - 1985 Constantino Romero Delgado
- 1985 - 1988 Gonzalo Durazo Ortiz
- 1988 - 1991 Guillermo Hernández Silva
- 1991 - 1994 Irma del Socorro Galaz Bustamante
- 1994 - 1997 Reynaldo Lerma Jaime
- 1997 - 2000 Gerardo Báez Robles
- 2000 - 2003 René Rogelio Galaz Bustamante
- 2003 - 2006 Manuel de Jesús Tarín Urrea
- 2006 - 2009 Samuel Josefath Navarez Araujo
- 2009 - 2012 Francisco Beltrán Villanueva
- 2012 - 2015 Marco Antonio Montes Navarro
- 2015 - 2018 Eduardo Encinas Moreno
- 2018 - 2021 María Juana Romero
- 2021 -          Pedro Morghen Rivera

## Infraestructura

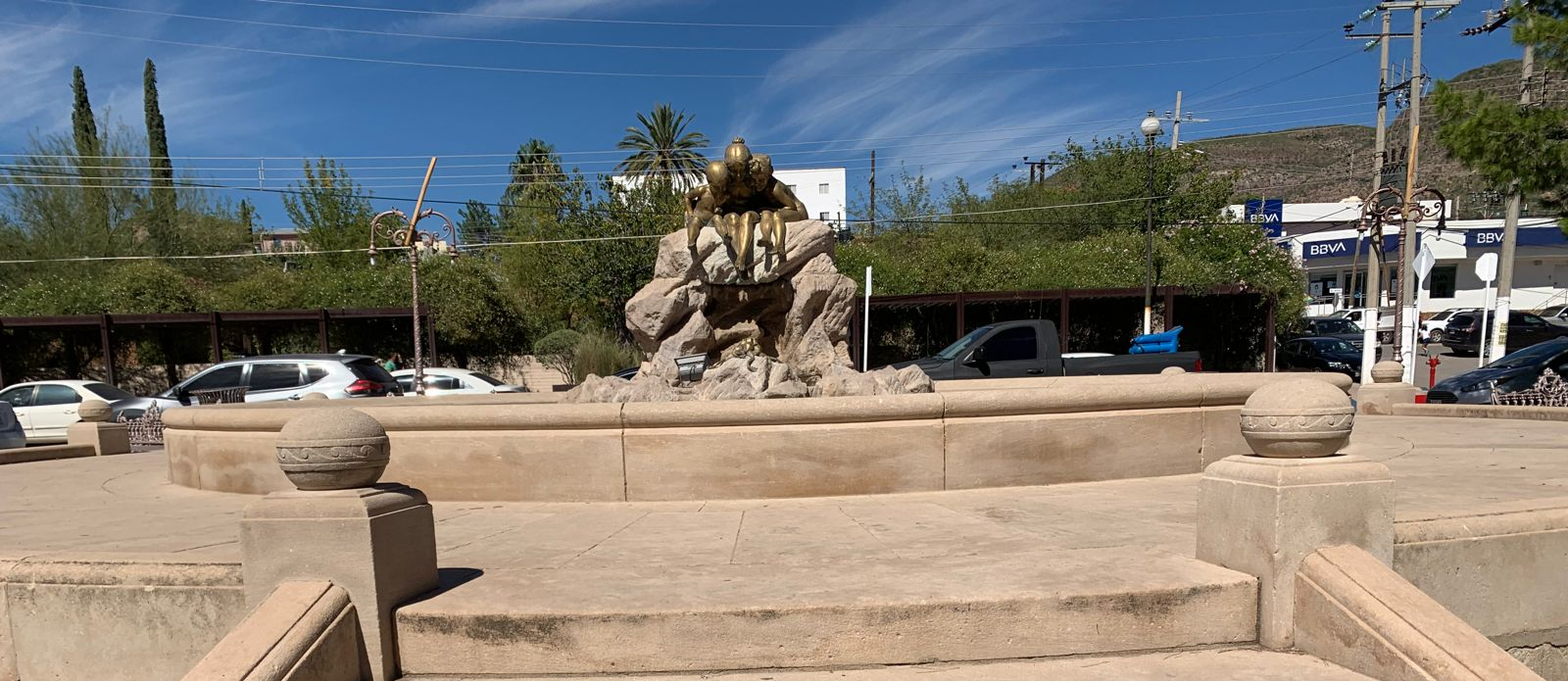
Fuente de las Sonrisas en el Centro de la Ciudad de Nacozari de García

Nacozari de García cuenta con construcciones del siglo XIX y edificios culturales de la historia de Sonora. Sin embargo el desarrollo del municipio es desordenado a la planificación urbana, esto gracias a la zona geográfica y al crecimiento acelerado de la ciudad.
El equipamiento de la ciudad en servicios básicos aunque es completo, se requiere de renovar en aspectos tan vitales como el sistema de agua y el sistema de drenaje y alcantarillado. 

## Turismo
La plaza Jesús García; construcciones históricas y ampliamente significativas, así como la empresa Grupo México y la Economía Minera son el distintivo de Nacozari de García. Edificios, costumbres, tradiciones y la Gesta Heroica de Jesús García Corona representan para sus habitantes y turistas un foco de atracción de gran interés. 
Hospedaje
En lo que a Nacozari de García corresponde, se tiene infraestructura para el turismo nacional, estatal, y local. Se cuenta con hoteles, moteles, casas de huéspedes, repartidos por toda la ciudad de Nacozari de García.
Nacozari cuenta con un turismo, que abarca distintas áreas para toda la familia. Algunos de los sitios para visitar son los siguientes:

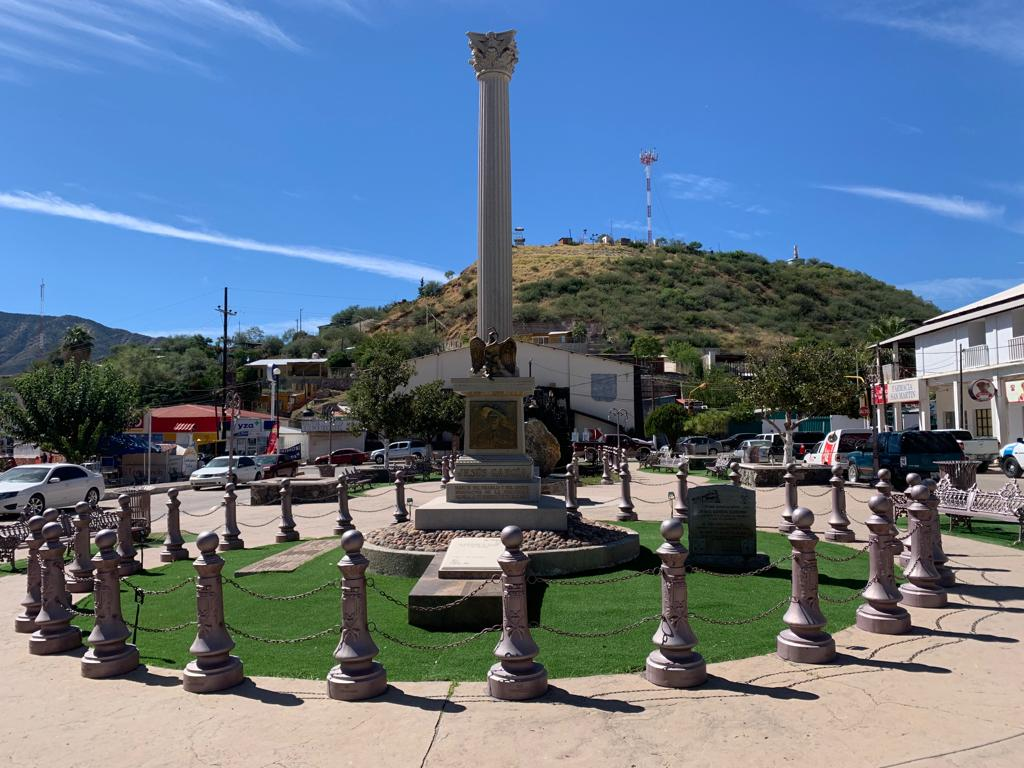
Monumento a Jesús García Corona que contiene la tumba con los restos del héroe de Nacozari. El monumento fue declarado Patrimonio Cultural del Estado de Sonora en 2021.

### Zona Centro

#### Plaza Jesús García Corona
Plaza envuelta con construcciones de piedra, monumentos y áreas comerciales, destacada por el establecimiento del ayuntamiento. 

#### Centro Cultural Casa Grande
Espacio de Grupo México dedicado a la divulgación y promoción de la minería y la cultura. Busca el fortalecimiento de la comunidad brindándole experiencias significativas y de disfrute, que le ayude a mejorar su relación con el entorno. En sus instalaciones se albergan exposiciones, se imparten conferencias y cuenta con talleres de recreación y aprendizaje.

#### Parroquia del Sagrado Corazón de Jesús
Es una bella iglesia católica que su estilo arquitectónico podría ser clásico, linda para fotografiar, disfrutar de la convivencia de las familias y dejarse admirar. Así mismo es otro de los edificios históricos de la comunidad.

#### Casa de la Cultura Silvestre Rodríguez
Centro cultural inaugurado en 2018 como espacio de actividades artísticas y culturales a cargo del gobierno municipal.

### Zona Norte

#### Estadio Municipal
Área deportiva que cuenta con un campo principal de béisbol, así como de; fútbol, baloncesto y pista de atletismo. Estadio Principal para las ligas deportivas regionales.

### Zona Sur

#### Cerro de la Virgen

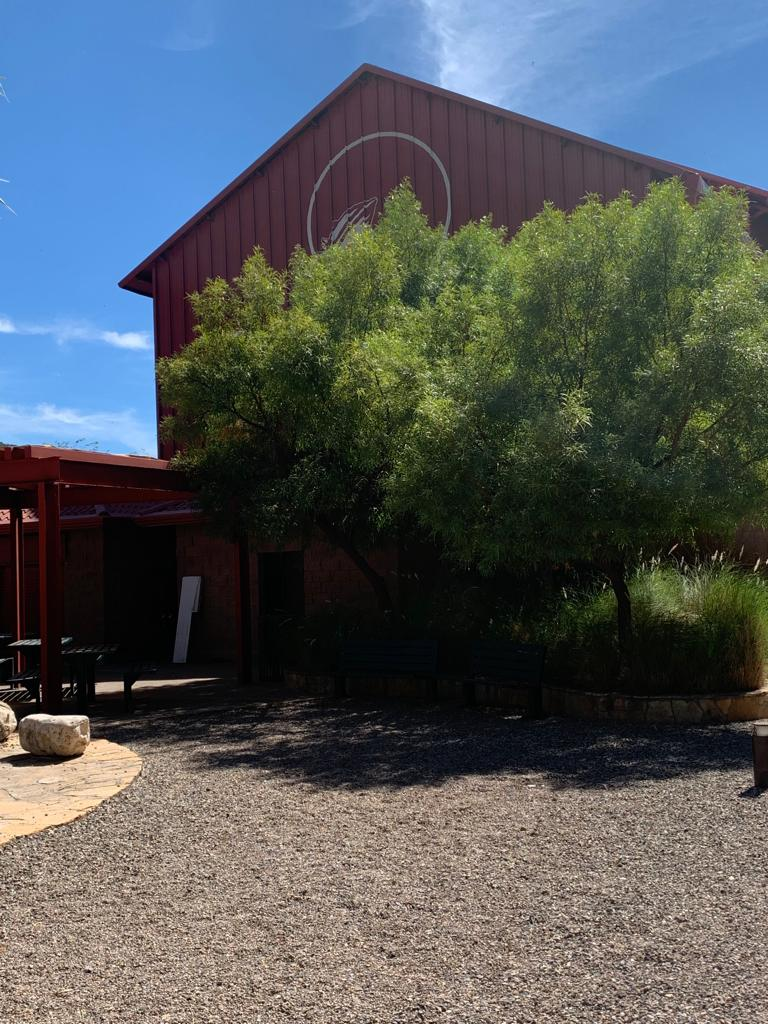
Vista del Centro Comercial El Pinacate

Punto de admiración católica, se realizan visitas para el ofrecimiento de veladoras a la Virgen de Guadalupe, además que es uno de los lugares en donde se tiene una panorámica impresionante de la Ciudad. 

#### Estadio infantil de béisbol
Área deportiva con un campo de béisbol.

### Zona Noreste

#### Centro Comercial "El Pinacate"
Estructura arquitectónica de tipo moderno; cuenta con áreas comerciales como: Cinemex, Soriana, Alboa, de salud, vestimenta, cuidado del cuerpo y fitness. 

### Fuera de la ciudad

#### Mina "Operadora de Minas de Nacozari"
Conocida como "Caridad". La Mina de Nacozari de García es la principal productora de molibdeno, con una producción del 56.94% y Cananea con el 43.06%, lo que en total suman el 100% de la producción total del país.

## Clima
A pesar de que la localidad se encuentra a más de 1,100 metros de altura, esta presenta un clima seco y semiseco, siendo los meses de junio, julio y agosto los más cálidos y diciembre, enero y febrero los más fríos.
A continuación se muestra una tabla con las normales climatológicas registradas entre 1951 y 2010, recopiladas por el Servicio Meteorológico Nacional:
| Parámetros climáticos promedio de Nacozari de García, Sonora (1951-2010)         | Parámetros climáticos promedio de Nacozari de García, Sonora (1951-2010) | Parámetros climáticos promedio de Nacozari de García, Sonora (1951-2010) | Parámetros climáticos promedio de Nacozari de García, Sonora (1951-2010) | Parámetros climáticos promedio de Nacozari de García, Sonora (1951-2010) | Parámetros climáticos promedio de Nacozari de García, Sonora (1951-2010) | Parámetros climáticos promedio de Nacozari de García, Sonora (1951-2010) | Parámetros climáticos promedio de Nacozari de García, Sonora (1951-2010) | Parámetros climáticos promedio de Nacozari de García, Sonora (1951-2010) | Parámetros climáticos promedio de Nacozari de García, Sonora (1951-2010) | Parámetros climáticos promedio de Nacozari de García, Sonora (1951-2010) | Parámetros climáticos promedio de Nacozari de García, Sonora (1951-2010) | Parámetros climáticos promedio de Nacozari de García, Sonora (1951-2010) | Parámetros climáticos promedio de Nacozari de García, Sonora (1951-2010) |
| Mes                                                                              | Ene.                                                                     | Feb.                                                                     | Mar.                                                                     | Abr.                                                                     | May.                                                                     | Jun.                                                                     | Jul.                                                                     | Ago.                                                                     | Sep.                                                                     | Oct.                                                                     | Nov.                                                                     | Dic.                                                                     | Anual                                                                    |
| -------------------------------------------------------------------------------- | ------------------------------------------------------------------------ | ------------------------------------------------------------------------ | ------------------------------------------------------------------------ | ------------------------------------------------------------------------ | ------------------------------------------------------------------------ | ------------------------------------------------------------------------ | ------------------------------------------------------------------------ | ------------------------------------------------------------------------ | ------------------------------------------------------------------------ | ------------------------------------------------------------------------ | ------------------------------------------------------------------------ | ------------------------------------------------------------------------ | ------------------------------------------------------------------------ |
| Temp. máx. abs. (°C)                                                             | 31.0                                                                     | 31.0                                                                     | 38.0                                                                     | 39.0                                                                     | 42.0                                                                     | 45.0                                                                     | 46.0                                                                     | 42.0                                                                     | 41.0                                                                     | 40.0                                                                     | 39.0                                                                     | 29.0                                                                     | 46.0                                                                     |
| Temp. máx. media (°C)                                                            | 19.3                                                                     | 21.1                                                                     | 24.7                                                                     | 28.5                                                                     | 33.5                                                                     | 37.2                                                                     | 34.6                                                                     | 34.1                                                                     | 33.6                                                                     | 29.8                                                                     | 24.3                                                                     | 19.3                                                                     | 28.3                                                                     |
| Temp. media (°C)                                                                 | 12.1                                                                     | 13.4                                                                     | 16.0                                                                     | 19.2                                                                     | 23.8                                                                     | 27.9                                                                     | 27.1                                                                     | 26.7                                                                     | 25.7                                                                     | 21.6                                                                     | 16.5                                                                     | 12.3                                                                     | 20.2                                                                     |
| Temp. mín. media (°C)                                                            | 4.9                                                                      | 5.7                                                                      | 7.3                                                                      | 10.0                                                                     | 14.0                                                                     | 18.6                                                                     | 19.7                                                                     | 19.3                                                                     | 17.7                                                                     | 13.3                                                                     | 8.6                                                                      | 5.3                                                                      | 12.0                                                                     |
| Temp. mín. abs. (°C)                                                             | -3.5                                                                     | -2.0                                                                     | 0.0                                                                      | 1.0                                                                      | 5.0                                                                      | 2.0                                                                      | 2.0                                                                      | 14.0                                                                     | 12.0                                                                     | 3.5                                                                      | -2.0                                                                     | -2.0                                                                     | -3.5                                                                     |
| Precipitación total (mm)                                                         | 31.5                                                                     | 30.0                                                                     | 18.6                                                                     | 5.0                                                                      | 7.4                                                                      | 28.2                                                                     | 167.2                                                                    | 142.2                                                                    | 60.6                                                                     | 26.9                                                                     | 23.4                                                                     | 37.8                                                                     | 578.8                                                                    |
| Días de precipitaciones (≥ 0.1 mm)                                               | 3.2                                                                      | 3.1                                                                      | 2.3                                                                      | 0.9                                                                      | 1.4                                                                      | 3.5                                                                      | 12.9                                                                     | 12.9                                                                     | 5.6                                                                      | 3.0                                                                      | 2.3                                                                      | 2.9                                                                      | 54                                                                       |
| Fuente: Servicio Meteorológico Nacional. Actualizado el 21 de noviembre de 2016. |                                                                          |                                                                          |                                                                          |                                                                          |                                                                          |                                                                          |                                                                          |                                                                          |                                                                          |                                                                          |                                                                          |                                                                          |                                                                          |

## Localización y población
Nacozari de García está situado en la parte noreste del estado de Sonora en la Sierra Madre Occidental, sus coordenadas geográficas son 30°22′27″N 109°41′08″O / 30.37417, -109.68556 y se encuentra a 1,100 metros sobre el nivel del mar. Su distancia con la capital del estado, Hermosillo, es de 150 kilómetros hacia el noreste y a 123 kilómetros al sur de Agua Prieta, la principal vía de comunicación que las une con estas dos ciudades es la Carretera Federal 17; además es punto terminar de la línea de ferrocarril que lo comunica hacia el norte con Agua Prieta y que antiguamente permitía el traslado del mineral hacia Estados Unidos.
El total de la población de Nacozari es de 14,369 habitantes de acuerdo con la información del Conteo de Población y Vivienda del Instituto Nacional de Estadística y Geografía del 2020.